# Berufsschule
Eine Berufsschule bildet im deutschsprachigen Raum den schulischen Teil der dualen Berufsbildung. 

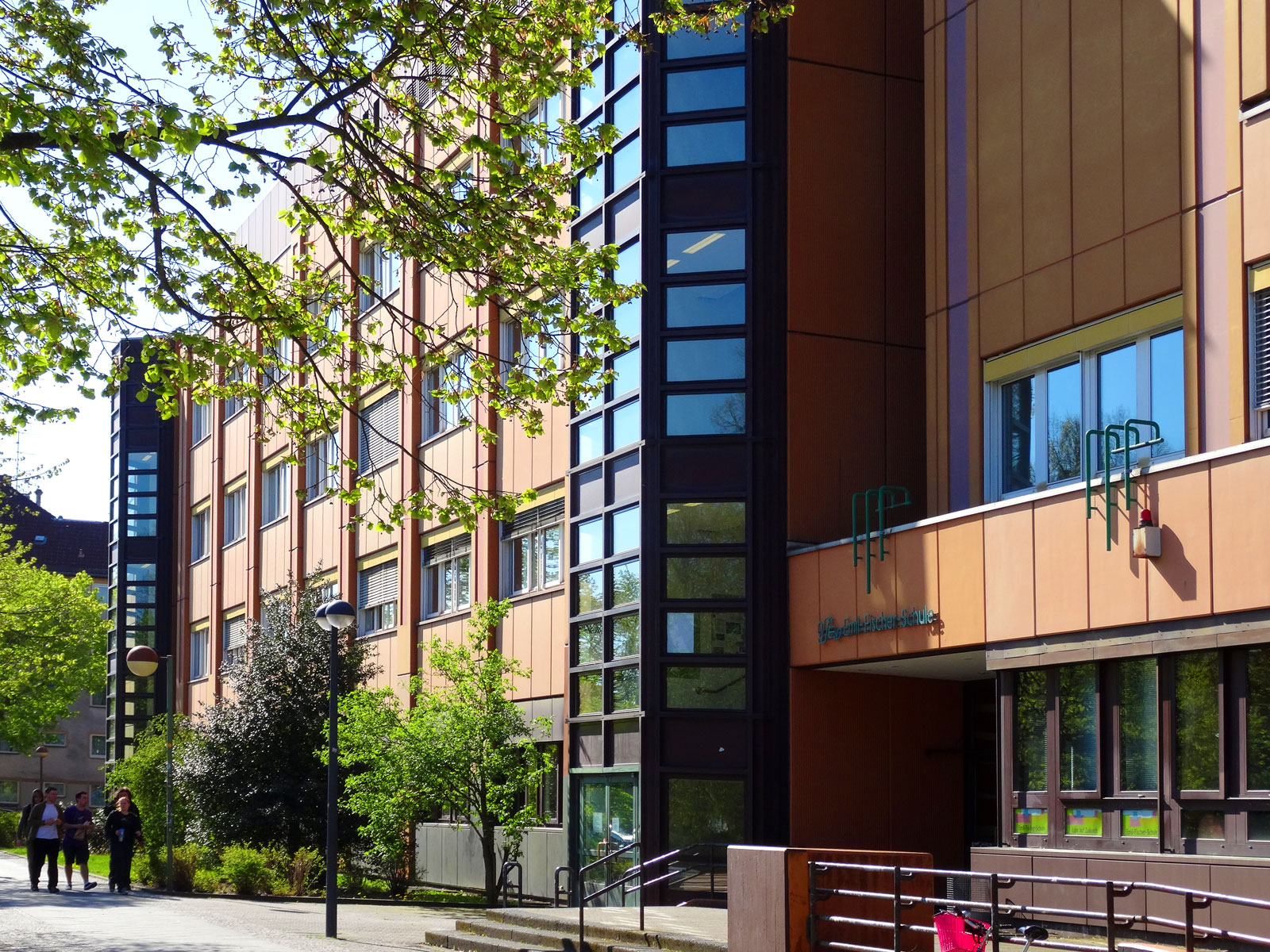
Emil-Fischer-Schule, Berufsschule, Berufsfachschule, Fachoberschule, Berufliches Gymnasium sowie die Staatliche Fachschule für Lebensmitteltechnik Berlin

## Deutschland
Die Berufsschule ist eine Schulform im Bereich der berufsbildenden Schulen. 
Ihre Vorläufer waren die um 1800 gegründete Feiertagsschule und die 1874 in Preußen eingeführten Fortbildungsschulen, die 1912 in Berufsschulen umbenannt wurden.
Die Berufsschule vermittelt den Auszubildenden während ihrer Berufsausbildung die durch den Rahmenlehrplan bzw. den Lehrplan des jeweiligen Standortes bestimmten Inhalte. Sie ist eine der beiden Säulen der dualen Ausbildung.
Sie hat die Aufgabe, die Allgemeinbildung und die jeweilige fachliche Bildung zu fördern.

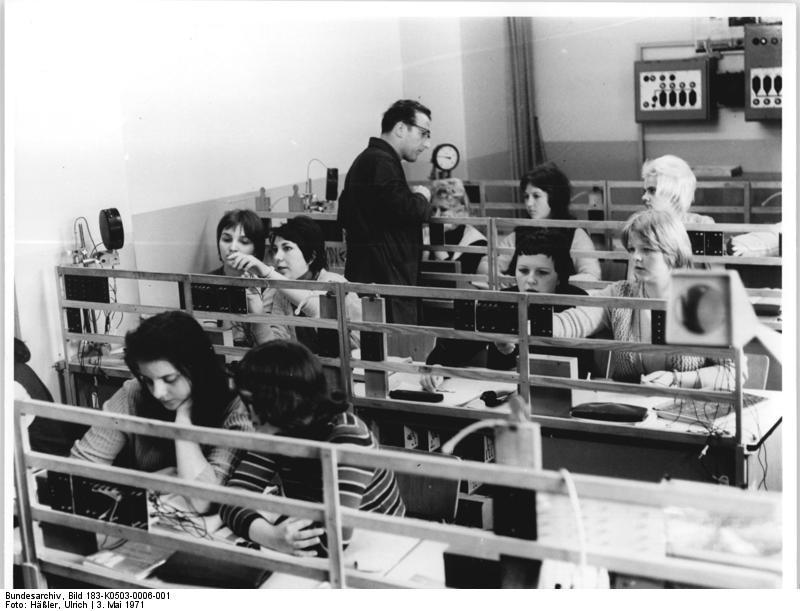
Blick in eine Berufsschulklasse (3. Mai 1971)

Die Berufsschule hat ein bis zwei Berufsschultage mit wöchentlich 8 bis 12 Unterrichtsstunden, abhängig vom Beruf und dem Ausbildungsjahr. Die Unterrichtszeit kann auch zu mehrwöchigen Unterrichtsblöcken zusammengefasst werden. Diese Form wird in Deutschland insbesondere bei Ausbildungsberufen mit einer geringen Zahl von Auszubildenden (sogenannten Splitterberufen oder Berufen des öffentlichen Dienstes, wie z. B. Verwaltungsfachangestellter oder Fachangestellter für Arbeitsmarktdienstleistungen), gewählt, wenn diese in Landes- oder Bundesfachklassen unterrichtet werden.

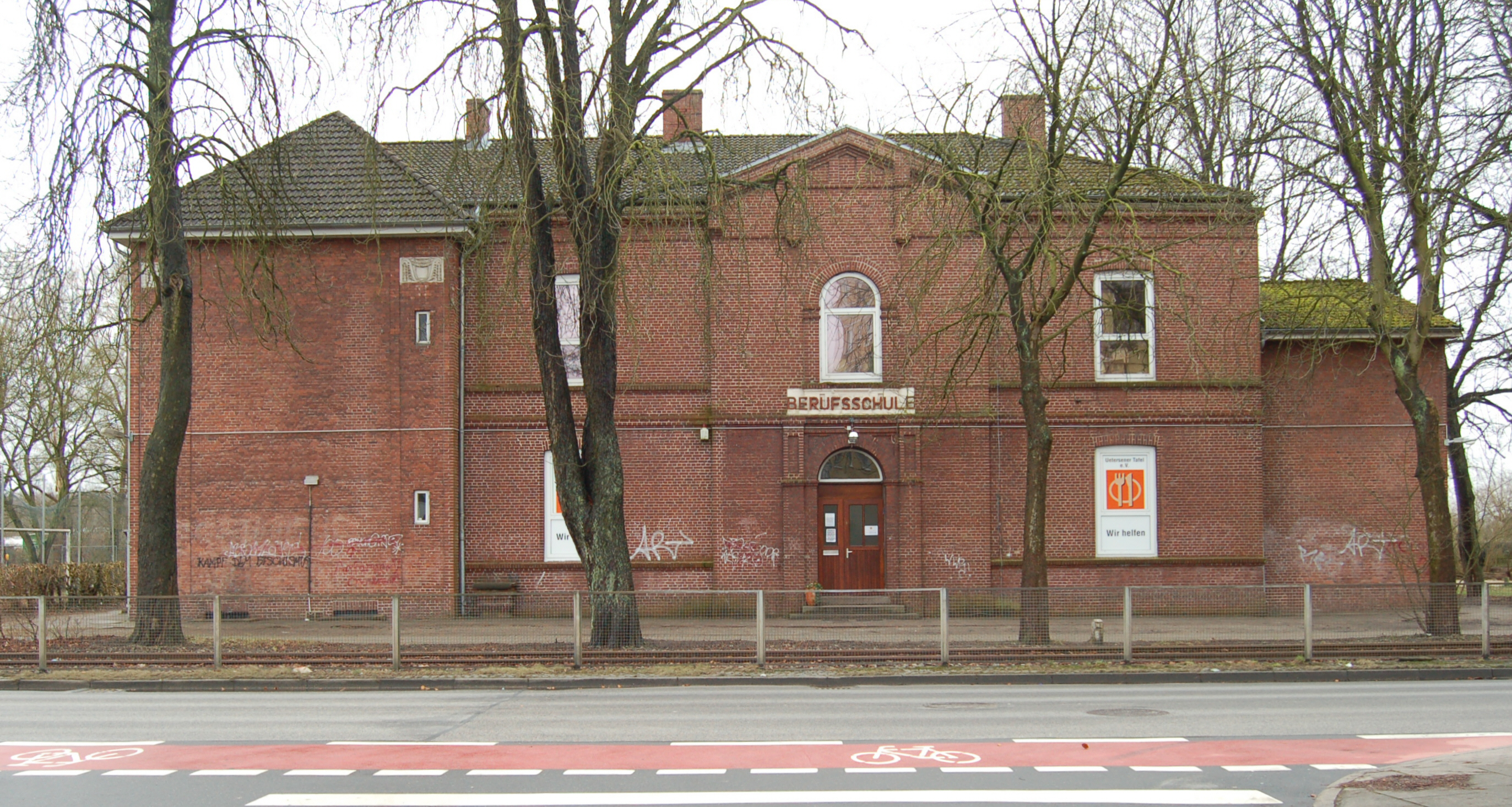
Berufsschulgebäude in Uetersen aus dem Jahr 1931

Die restliche, also überwiegende Zeit dient, so ist es zumindest vorgesehen, der Vermittlung der nach dem Ausbildungsrahmenplan vorgeschriebenen Inhalte in dem Betrieb, mit dem der Ausbildungsvertrag abgeschlossen wurde.
Die Berufsschule und damit die gesamte Ausbildung schließt mit einer Abschlussprüfung vor einer „zuständigen Stelle“ – so der Begriff aus dem Berufsbildungsgesetz – ab. In Deutschland sind dies zum Beispiel die Industrie- und Handelskammern (IHK), die Handwerkskammern (HWK), die Rechtsanwaltskammern oder Verwaltungsschulen (auch „Studieninstitute“ genannt).
Der erfolgreiche Abschluss der Berufsausbildung wird nach beendeter Berufsschule und der bestandenen Abschlussprüfung in Deutschland mit dem Abschlusszeugnis nachgewiesen. Traditionell werden dafür in Deutschland noch die Bezeichnungen Gesellenbrief (im Handwerk), Facharbeiterbrief (in den technischen Berufen der Industrie) oder IHK-Prüfungszeugnis (meistens in den kaufmännischen Berufen) verwendet.
Die Ausbildungsdauer beträgt in Deutschland je nach Beruf 2 bis 3,5 Jahre. Für die Aufnahme einer Ausbildung gibt es in Deutschland formal keine Voraussetzungen; von den Betrieben wird jedoch in den meisten Fällen ein Haupt-, Realschulabschluss oder Abitur bzw. die entsprechende Qualifikation vorausgesetzt.
 Siehe auch:
- Berufsfachschule
- Berufsausbildungsvertrag
- Berufskolleg
- Lernortkooperation

Das Berufsbildungsgesetz der Bundesrepublik Deutschland sieht ein sogenanntes Duales Berufsausbildungssystem vor. Auszubildende werden an zwei Lernorten ausgebildet. Einen davon bildet die Berufsschule, den anderen der Ausbildungsbetrieb.
Während im Ausbildungsbetrieb die praktische Ausbildung stattfindet, sollten in der Berufsschule allgemeinbildende und fachtheoretische Inhalte vermittelt werden. Jedoch gibt es in den Berufsschulen auch Lehrwerkstätten mit Praxisunterricht im Sinne der Arbeitsschule. Heute nennt man dies Handlungsorientierter Unterricht. Rechtsgrundlage dafür sind der Rahmenlehrplan und die Richtlinien für die betreffenden Fächer.
Unterrichtet werden allgemeinbildende Fächer wie Deutsch, Politik und fachtheoretische Fächer, die je nach Ausbildungsberuf unterschiedlich sind, aber auch fachpraktische Fächer.
Für Auszubildende besteht in der Berufsschule physische Anwesenheitspflicht, die Leistungen werden mit einem Berufsschulzeugnis bestätigt. Der Ausbilder ist verpflichtet, Auszubildende zum Besuch der Berufsschule anzuhalten. Der erfolgreiche Abschluss der Berufsschule ermöglicht in der Regel, je nach Bundesland, weiterführende Schulbesuche.
In den meisten Fällen sind Berufsschulen jeweils handwerklichen oder kaufmännischen Berufen zugeordnet.
Beaufsichtigt werden die Berufsschulen von den jeweils zuständigen Schulaufsichtsbehörden. Sie unterstehen den Schulgesetzen des jeweiligen Bundeslandes.

## Schweiz: Berufsfachschule
Seit 2004 heißen die Berufsschulen in der Schweiz Berufsfachschulen. Der erfolgreiche Abschluss der Berufsausbildung wird nach beendeter Berufsfachschule und der bestandenen Abschlussprüfung in der Schweiz mit dem Fähigkeitszeugnis nachgewiesen. Die Ausbildungsdauer beträgt in der Schweiz drei bis vier Jahre. Für die Aufnahme einer Ausbildung gibt es in Deutschland und in der Schweiz formal keine Voraussetzungen; die Selektion findet alleine durch die Betriebe statt.
Die Anzahl Unterrichtstage und Stunden ist von Lehrberuf, Lehrjahr und jeweiliger Berufsschule abhängig, in den Lehrplänen ist jedoch die Anzahl Lektionen pro Thema und Fach vorgegeben. Der Berufsschulunterricht umfasst normalerweise auch eine Lektion Sport pro Woche. In einigen Berufen findet der Unterricht als Blockunterricht statt.
Der parallele Besuch der Berufsmaturitätsschule, einer Mischform aus Berufsschule und Matura, ist möglich. In der Berufsschule werden dann die allgemein bildenden Fächer erlassen.